# NGC 6144
NGC 6144 هي مجرة تتبع كوكبة العقرب. اكتشفها ويليام هيرشل في 22 مايو 1784.

## روابط خارجية
- NGC 6144 على موقع ويكي سكاي: DSS2, SDSS, GALEX, IRAS, Hydrogen α, X-Ray, Astrophoto, Sky Map, Articles and images